# Cuatro especies

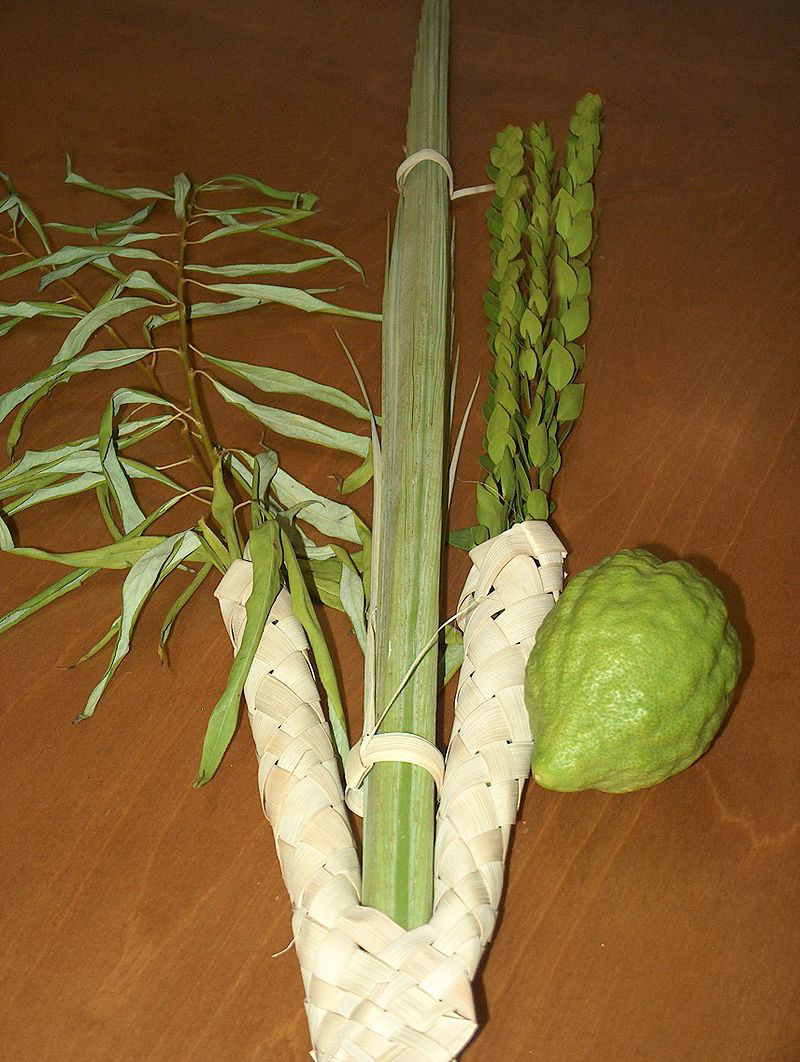
Las Cuatro especies según la tradición asquenazí.

Las Cuatro Especies (en hebreo: ארבעת המינים, transliterado, arba'at ha-minim, también llamado arba'a minim) son cuatro plantas mencionadas en la Torá (Levítico 23:40) como relevantes para la festividad judía de Sucot. Los judíos rabínicos atan tres tipos de ramas y un tipo de fruta y las agitan en una ceremonia especial cada día de la festividad de Sucot, excluyendo el Sabbat. Agitar las cuatro plantas es una mitzvá prescrita por la Torá, y contiene alusiones simbólicas al servicio judío de Dios. En el judaísmo caraíta, la sucá se construye con ramas de las cuatro plantas especificadas.

## Las cuatro plantas
La mitzvá de agitar a las cuatro especies deriva de la Torá. En el Levítico, dice: 
Levítico 23:40 Y tomarás en el primer día el fruto de espléndidos árboles, ramas de palmeras y ramas de frondosos y sauces del arroyo, y te alegrarás delante de Jehová tu Dios por siete días. Versión en español
En Levítico 23:40, los términos hebreos para las cuatro plantas son: 
- 'êṣ hāḏār (עֵץ הָדָר ), árboles cítricos
- təmārîm (תְּמָרִים), árboles de palmeras
- 'êṣ' āḇōṯ (עֵץ עָבֹת), árboles gruesos/frondosos
- 'arḇê-nāḥal (עַרְבֵי נַחַל), sauces del arroyo/valle

En la tradición talmúdica, las cuatro plantas se identifican como: 
- etrog (אתרוג) - el fruto de un árbol de cidra
- lulav (לולב) - una fronda madura, verde y cerrada de una palmera datilera
- hadass (הדס) - ramas con hojas del árbol de mirto
- aravah (ערבה) - ramas con hojas del sauce

## Práctica
Durante el tiempo del Templo en Jerusalén, la ceremonia de saludo (llamada na'anu'im - נענועים) se realizó en el Templo Sagrado los siete días de Sucot y en otros lugares solo el primer día. Después de la destrucción del Templo, el rabino Yohanan ben Zakai ordenó que las cuatro especies se agitaran en todas partes todos los días de Sucot (excepto en Sabbat), como un monumento al Templo.
Para preparar la especie para la mitzvá, el lulav se une primero con el hadass y el aravah (este paquete también se conoce como "el lulav") de la siguiente manera: Se coloca un lulav en el centro, se colocan dos ramas de aravah a la izquierda, y tres ramas hadass se colocan a la derecha. (Este orden es el mismo para personas diestras y zurdas.) El paquete se puede atar con tiras de otra hoja de palma, o se puede colocar en un soporte especial que también está tejido de hojas de palma. 
Los judíos sefardíes colocan un aravah a la derecha del lulav y el segundo aravah a su izquierda, y los cubren con las tres ramas más duras — una a la derecha, la segunda a la izquierda y la tercera sobre la columna de la lulav, inclinándose ligeramente hacia el derecho. El paquete se mantiene unido con anillos hechos de tiras de hojas de palma. Muchos judíos ashkenazis jasídicos también siguen esta práctica. 
En todos los casos, todas las especies deben colocarse en la dirección en que crecieron. (Para el etrog, esto significa que el extremo del tallo debe estar en la parte inferior y el extremo de la flor en la parte superior; esta es la dirección en la que el etrog comienza a crecer, aunque a medida que madura en el árbol generalmente cuelga en la dirección opuesta.) 

## Historia
En las antiguas comunidades judías de Europa del Este, los judíos vivían en ciudades alejadas de los campos, que luego requerían un viaje considerable para comprar las cuatro especies. A menudo, pueblos enteros habrían tenido que compartirlos. El etrog fue especialmente raro y por lo tanto muy costoso. En las comunidades del norte de África, en Marruecos, Túnez y Tánger, las comunidades estaban ubicadas más cerca de los campos, pero el etrog seguía siendo bastante caro. Allí, en lugar de uno por ciudad, había uno por familia. Pero en ambas áreas, la comunidad compartiría sus etrog's hasta cierto punto. 
Hoy, con el transporte mejorado, las técnicas agrícolas, etc., más personas tienen las suyas. Un etrog puede costar entre $ 3 y $ 500 dependiendo de su calidad.

## Recitando la bendición

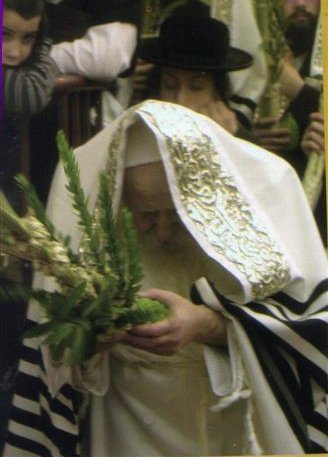
El Rebe Tosher de Montreal, Quebec, Canadá, agitando las cuatro especies durante Hallel.

Para recitar la bendición sobre el lulav y el etrog, el lulav se sostiene en una mano y el etrog en la otra. Los usuarios diestros sostienen el lulav en la mano derecha y el etrog en la izquierda. Las costumbres para los zurdos difieren para Ashkenazim y Sefardim. Según la costumbre Ashkenazim, el lulav se lleva a cabo en la mano izquierda, y según la costumbre sefardí, en la mano derecha.
Según la costumbre sefardí, la bendición se dice mientras se sostiene solo el lulav y el etrog se recoge una vez que se completa la bendición. Según la costumbre Ashkenazi, antes de que se diga la bendición, el etrog se pone boca abajo, en dirección opuesta a la que crece. La razón de estas dos costumbres es que la bendición debe preceder al cumplimiento de la mitzvá. Si todas las especies se mantuvieran en la dirección en que crecían, la mitzvá se cumpliría antes de que se recitara la bendición. 
Después de recitar la bendición, "Bendito seas, Señor nuestro Dios, Rey del universo, Quien nos ha santificado con Sus mandamientos y nos ha ordenado que tomemos el lulav" (la bendición "Shehecheyanu" también se recita la primera vez cada año que uno agita el lulav y el etrog), el etrog se gira hacia arriba (o se levanta) y el usuario junta las dos manos para que el etrog toque el paquete de lulav. Luego, las cuatro especies se señalan y se agitan suavemente tres veces hacia cada una de las cuatro direcciones, más arriba y abajo, para dar fe del dominio de Dios sobre toda la creación. 
La ceremonia de saludo puede realizarse en la sinagoga, o en la privacidad de la casa o la sucá, siempre que sea de día. Las mujeres y las niñas también pueden optar por realizar la mitzvá de agitar el lulav y el etrog, aunque Halajá no les exige que lo hagan. Debido a que las mujeres no están obligadas a realizar esta mitzva, algunas opinan que las mujeres sefardíes no necesitan recitar la bendición.
El saludo se realiza nuevamente (aunque sin las bendiciones correspondientes) durante los servicios de oración matutinos en la sinagoga, en varios puntos durante el recital de Hallel. 
Además, en la sinagoga, a Hallel le sigue una ceremonia más, en la cual los fieles se unen en procesión alrededor del santuario con sus cuatro especies, mientras recitan súplicas especiales (llamadas hoshaanot, del estribillo hosha na, "sálvanos"). Desde el primero hasta el sexto día de Sucot, se realiza un circuito completo; En Hoshaná Rabá, el séptimo y último día de Sucot, se realizan siete circuitos completos. Como las cuatro especies no se usan en Sabbat, existen diferentes costumbres en cuanto a si se dice hoshaanot y se hace un circuito ese día. 

## Seleccionando las cuatro especies

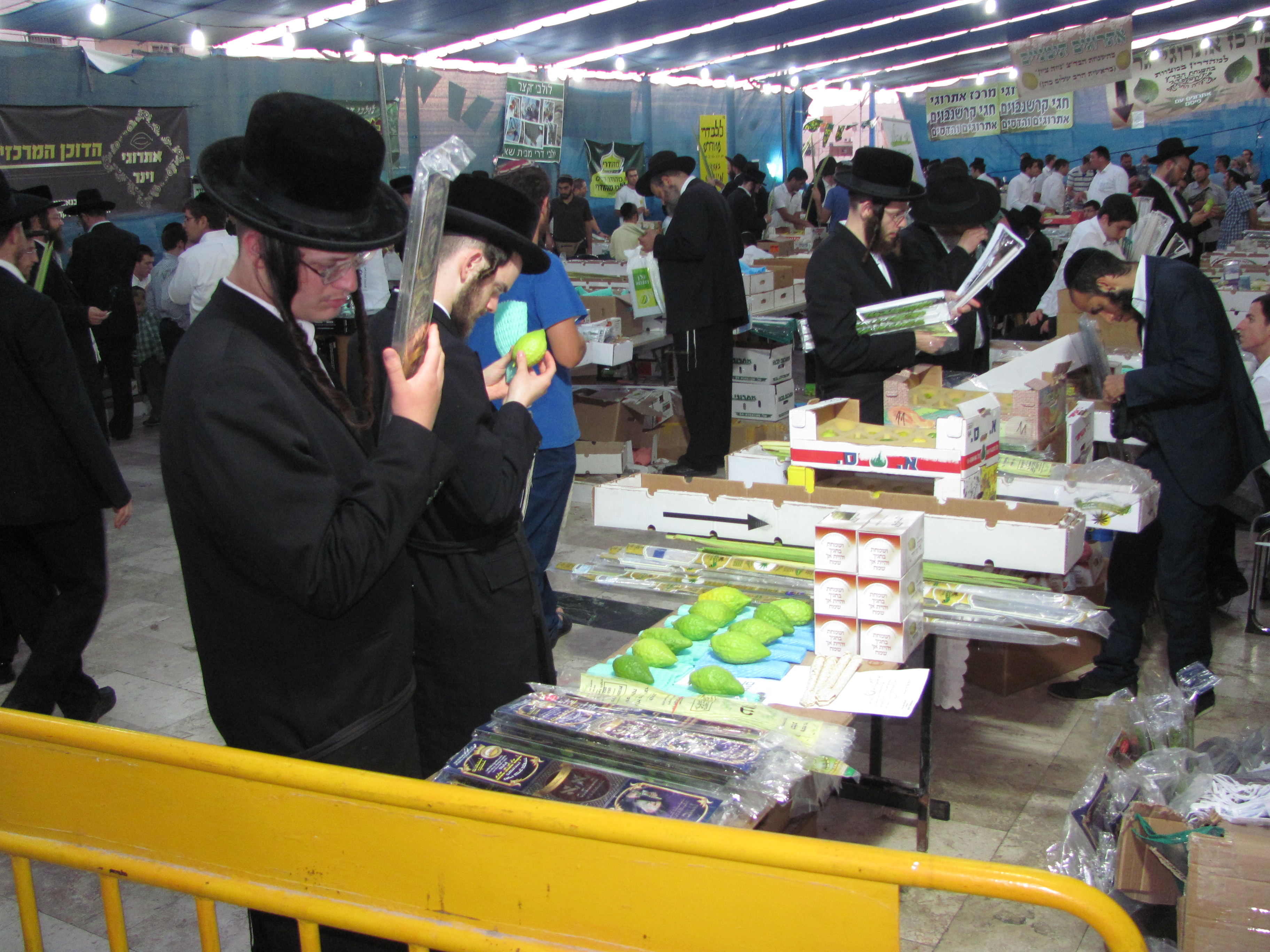
Los clientes inspeccionan las cuatro especies a la venta en Jerusalén, 2014.

Si bien todas las mitzvot deben realizarse de la mejor manera posible, hiddur mitzvah (embellecer la mitzvá) se aplica especialmente a las cuatro especies. La halajá es explícita en lo que constituye el "mejor" en cada especie. Con ese fin, las personas gastarán grandes cantidades de dinero para adquirir el etrog más perfecto, el lulav más recto y el hadass y aravah más frescos. Por lo general, un padre comprará varios conjuntos de las cuatro especies para equipar a sus hijos, también 
Otra costumbre para hiddur mitzvá, dependiendo de su costumbre de envolver lulav y etrog, es tener más de dos aravos y tres haddasim.[cita requerida] Algunas personas tienen la costumbre de tener hasta 40 haddassim y aravos adicionales.[cita requerida]
Hiddur mitzvá se aplica a todas las mitzvot, pero su ausencia no impide que se realice la mitzvá. Para las cuatro especies específicamente, hay un requisito "técnico" adicional de hadar (belleza), que impide que se realice la mitzvá de las cuatro especies. A pesar de sus nombres y detalles similares, estos dos requisitos son distintos entre sí. 
Se ofrecen varias explicaciones de por qué estas especies particulares fueron elegidas para la mitzvá. El Midrash señala que la unión de las cuatro especies simboliza nuestro deseo de unir a los cuatro "tipos" de judíos al servicio de Dios. Se hace una alusión a si las especies (o sus frutos) tienen sabor y/u olor, que corresponden a la Torá y las buenas obras. El simbolismo es el siguiente: 
- La lulav tiene sabor pero no huele, simbolizando a aquellos que estudian Torá pero no poseen buenas obras.
- El hadas huele bien pero no tiene sabor, simbolizando a aquellos que poseen buenas obras pero no estudian Torá.
- La aravá no tiene sabor ni olor, simbolizando a aquellos que carecen tanto de Torá como de buenas obras.
- El etrog tiene tanto un buen sabor como un buen olor, simbolizando a los que tienen Torá y buenas obras.

Una segunda explicación encuentra las cuatro especies alusivas a partes del cuerpo humano. Cada una de las especies o sus hojas es similar en forma a los siguientes órganos: 
- Lulav - la columna vertebral
- Hadass - el ojo
- Aravah - la boca
- Etrog - el corazón

Al unirlos para una mitzvá, el judío muestra su deseo de consagrar todo su ser al servicio de Dios. 
Una razón adicional para agitar las cuatro especies en todas las direcciones alude al hecho de que todas estas especies requieren mucha agua para crecer. El lulav (palmera datilera) crece en valles regados, el hadas y el aravah crecen cerca de las fuentes de agua, y el etrog requiere más agua que otros árboles frutales. Al tomar estas especies en particular y agitarlas en todas las direcciones, el judío simbólicamente reza por una lluvia abundante para toda la vegetación de la tierra en el próximo año.

## Interpretación de Caraíta
Según el judaísmo caraíta, el propósito del comando de recolectar las cuatro especies en Lev. 23:40 es ambiguo, ya que el texto no indica explícitamente qué hacer con ellos. Los judíos caraítas creen que la intención no es agitar las cuatro especies, sino utilizarlas para construir la "sucá" que se describe en los versos vecinos (v. 42-43). Esta interpretación se basa en parte en un pasaje sobre Sucot de Neh. 8: 14-18: 
 14 Y encontraron escrito en la Ley, cómo el Señor había ordenado por Moisés, que los hijos de Israel debían morar en las cabañas en la fiesta del séptimo mes; 15 y que publiquen y proclamen en todas sus ciudades, y en Jerusalén, diciendo: 'Sal al monte, y busca ramas de olivo, ramas de olivo silvestre, ramas de mirto, ramas de palma y ramas de árboles gruesos., para hacer cabinas, como está escrito. 16 Y salió el pueblo, y los trajo, y se hicieron casetas, cada uno sobre el techo de su casa, y en sus atrios, y en los atrios de la casa de Dios, y en el lugar ancho de la puerta del agua, y en el lugar ancho de la puerta de Efraín. 17 Y toda la congregación de los que regresaron del cautiverio hizo casetas, y habitó en las casetas; porque desde los días de Josué, hijo de Nun, hasta ese día, no lo habían hecho los hijos de Israel. Y hubo una gran alegría. 
 El pasaje declara que está "escrito en la Ley" para que las personas vayan a las montañas a buscar ramas de palma, hojas de olivo, agujas de pino, hojas de mirto y otras formas de vegetación con las cuales construir el sucot. El único verso en la Torá que menciona algunas de estas especies es Lev. 23:40, que, según algunos judíos, como los caraítas, indica que los escribas de Ezra interpretaron ese verso como una referencia a materiales de construcción para la sucá, y no a las cuatro especies. 

El profesor de estudios judíos de la Universidad Yeshiva y la autoridad bíblica hebrea Lawrence Schiffman interpreta el pasaje de la misma manera. Él escribe, 
 Uno de los primeros ejemplos de exégesis midrashim fue la manera en que Lev. 23: 40-42 fue interpretado por el libro de Ezra. La interpretación propuesta aquí fue rechazada por la tradición judía, que vio a Lev. 23:40 en referencia a la toma de lulav y etrog, no a la construcción de la sucá. 
 Schiffman cree que el pasaje en Nehemías es una interpretación midrashica de Lev. 23:40, como lo hacen los caraítas. Sin embargo, su opinión es que esta interpretación fue finalmente rechazada por la "tradición judía", es decir, la práctica mayoritaria, a favor de la interpretación talmúdica de Lev. 23:40 en referencia a agitar las cuatro especies. A diferencia de Schiffman, algunos comentaristas argumentan que el verso en Nehemías no puede referirse a Lev. 23:40, ya que el idioma en Nehemías tiene algunas diferencias con ese versículo. Se omiten el pri eitz hadar (fruto de un hermoso árbol) y las ramas de sauce y se añaden dos especies de ramas de olivo. Según esta interpretación, no está claro dónde exactamente los escribas en los días de Nehemías "encontraron escrito en la ley" que la sucá debe tomarse de la especie descrita, ya que tal mandamiento no aparece en los libros de Moisés ni en ningún otro lugar de la Biblia hebrea. 
El hecho de que el pasaje en Nehemías declara que los escribas "encontraron" este mandamiento escrito en la Ley de Moisés sugiere que anteriormente era desconocido. Además, el v. 17 afirma que el público no había construido Sucot en masa desde los días de Josué (~700 años antes). Sin embargo, otros comentaristas han sugerido que el significado de estos pasajes es que los festivales no se habían celebrado con tanto entusiasmo desde aquellos días anteriores.
Existe una opinión minoritaria entre los sabios caraítas que sostiene que las cuatro especies simbolizan una amplia variedad de verdes y frutas que están destinadas a ser decoradas, transportadas y comidas durante esta fiesta, cumpliendo así el mandato de Lev 23:40 "regocijarse ante el Señor".